# 佛子镇
佛子镇，是中华人民共和国广西壮族自治区钦州市灵山县下辖的一个乡镇级行政单位。

## 行政区划
佛子镇下辖以下地区：
佛子社区、佛子村、桂山村、大坡村、新塘村、五一村、元眼村、清湖村、辣了村、大芦村、睦象村、新村、将加村、象山村、泗洲村、芳兰村、龙渊村和府灵村。

## 中国传统村落
- 2012年12月，大芦村被评为首批“中国传统村落”。
- 2013年8月，苏村被评为第二批中国传统村落。